# جون جينينغز
جون جينينغز (بالإنجليزية: John Jennings)‏ هو سياسي أسترالي، ولد في 19 ديسمبر 1878 في ملبورن في أستراليا، وتوفي في 20 ديسمبر 1968. حزبياً، نشط في حزب أستراليا المتحدة. وقد انتخب عضو مجلس النواب الأسترالي عن دائرة Division of Watson ‏ (15 سبتمبر 1934 – 21 سبتمبر 1940) وانتخب عضو مجلس النواب الأسترالي عن دائرة Division of South Sydney ‏ (19 ديسمبر 1931 – 15 سبتمبر 1934).